# Ибид (рассказ)
«Ибид» (англ. Ibid) — рассказ американского писателя Г. Ф. Лавкрафта, написанный в 1927 или 1928 году. Впервые был опубликован в январском выпуске журнала «O-Wash-Ta-Nong» 1938 года, после смерти Лавкрафта. В рассказе представлена псевдоисторическая биография вымышленного римского писателя Ибидуса.

## Сюжет
Ибид (486-587) — вымышленный римский ученый и писатель, который написал множество книг, а также составил сборник цитат, где «все истинные истоки греко-римской мысли были кристаллизованы раз и навсегда». Его полное имя звучит как Магнус Фурий Камилл Аврелий Антонин Флавий Аний Петроний Валентиниан Эйджесус Ибидус (англ. Magnus Furius Camillus Aurelius Antoninus Flavius Anicius Petronius Valentinianus Aegidus Ibidus). После смерти писателя его останки были перезахоронены, но король Аутарис (англ. Autharis) приказал изготовить из его черепа чашу. Череп находился в столице Экс (англ. Aix), пока король не подарил его своему саксонскому учителю Алкуину (англ. Alcuin). Далее прослеживается история перемещения черепа по Англии, им владели Карл Великий, Вильгельм Завоеватель и другие известные люди. 
В 1661 году череп Ибидуса был захвачен британским солдатом Хопкинсом (англ. Hopkins), который отправил его в Новую Англию, к своему сыну Зерубавель (англ. Zerubbabel) в Салем. Череп выиграл в карты Эпенет Декстер (англ. Epenetus Dexter) из Провиденс, который хранил его в своем доме на пересечении улиц Норт-Майн и Олни (англ. North Main and Olney Streets). Он послал его как символ союза с племенем пекотов (англ. Pequots) в Коннектикуте, с которым он вел переговоры. Череп пробыл у индейцев до 1680 года, когда его купил голландский торговец мехом из Олбани, Петрус ван Шаак (англ. Petrus van Schaack). Французский торговец Жан Гренье (англ. Jean Grenier) украл у него череп в 1683 году. Вскоре у него отобрал череп Мишель Савард (англ. Michel Savard), который передал череп сыну. Его сын Пьер (англ. Pierre) продал череп Чарльзу де Ланглэйду (англ. Charles de Langlade), основателю торгового пути в Грин-Бэй, Висконсин. Череп сменил многих владельцев и оказался у Соломона Джуно (англ. Solomon Juneau) из Милуоки, который продал его Жаку Кабошу (англ. Jacques Caboche). В 1850 году Жак проиграл череп чужеземцу по имени Ганс Циммерман (англ. Hans Zimmerman). Череп хранился на камине в его доме, пока волшебным образом не упал на пол и выкатился во двор, где упал в нору луговой собачки и был потерян на века.
В течение многих поколений череп покоился под землей города, где было построено 2303 домов, пока в роковую ночь не произошла природная катастрофа, что подняла почву и череп Ибидуса!

## Вдохновение
Рассказ не был опубликован при жизни Лавкрафта, оставшись незавершенным. Он был написан в один год с похожим рассказом «История Некрономикона». Лавкрафт описывает вымышленного писателя, который связывает колдунов из Салема и художественный мир Древнего Рима. В «Мифах Ктулху» Лавкрафта присутствуют и другие вымышленные авторы, такие как Абдул Альхазред. 
Имя Зерубавель или Зоровавель означает «семя Вавилона» или «рожденный в Вавилоне». Эпенет Декстер может быть родственником некроманта из романа «Случай Чарльза Декстера Варда». Улица Норт-Майн похоже на Северный рудник Нортон-Майн из рассказа «Перевоплощение Хуана Ромеро». Название улицы Олни похоже на фамилию героя «Загадочный дом на туманном утёсе».   В рассказе «Алхимик» упоминается консьерж Пьер. Голландцы, немцы и французы часто упоминаются в произведениях Лавкрафта. 
В финале происходит титаническая природная катастрофа, через несколько веков после 1850 года, когда город уже разросся до 2303 домов — что может намекать на дату Конца света. Череп древнего ученого связывает космос и черную магию или проклятие, которые вызвали катастрофу планетарных масштабов — что указывает на Древних богов.  

## Критика
С. Т. Джоши и Дэвид Шульц сообщали, что «целью сатиры в «Ибид» является не столько глупость студентов, сколько напыщенность академической стипендии». Имя вымышленного поэта дословно обозначает «Там же». Рассказ представляется эпиграфом: «Как говорит Ибид в своей знаменитой «Жизни поэтов» — из студенческой темы».